# Giovanni Antonio Ventimiglia
Giovanni Antonio Ventimiglia Clermont-Lodève (1445 – Massa Fiscaglia, 1483) è stato un nobile e condottiero italiano appartenente alla dinastia dei Ventimiglia di Geraci.

## Biografia
Nacque attorno al 1445 da Antonio, II marchese di Geraci, e da Margherita Clermont-Lodève Orsini dei conti di Copertino, di cui era figlio cadetto. Sposò una certa Isabella de Pisa, da cui ebbe un solo figlio, Bernardo.
Fra il 1465 e il 1471 fu in Catalogna, al servizio della Corona d'Aragona, contro le locali comunità ribelli, affiancato dai cugini Carlo Ventimiglia Perapertusa e Giovanni Crispo. Ottenne in eredità dal nonno Giovanni I di Ventimiglia, marchese di Geraci, la Contea di Montesarchio e gli altri beni napoletani dei Ventimiglia, per testamento del 20 marzo 1473, in particolare la signoria di Castellammare di Stabia, ma un successivo testamento fatto redigere dal medesimo nel 1474, stabilì che la contea campana passasse all'altro nipote Leonardo III Tocco. Fra il 1476 e il 1481, dai marchesi Antonio ed Enrico Ventimiglia ottenne le secrezie e gabelle del porto di Tusa, importante scalo commerciale della Marca di Geraci.
Nel 1476 fu al servizio del Duca di Milano in Piemonte contro Carlo il Temerario, duca di Borgogna. Il 30 marzo del 1472 era deceduto Amedeo IX di Savoia, lasciando come successore il primogenito Filiberto I di Savoia, di appena otto anni,  posto sotto la reggenza della madre Iolanda, sorella del re Luigi XI di Francia. Contro la duchessa era sceso in armi Carlo il Temerario, il quale prima l'aveva avuta come alleata in una guerra infelice contro gli Svizzeri, poi, sconfitto da essi a Morat nel giugno del 1476, temendo che Iolanda rompesse l'alleanza, l'aveva imprigionata. In aiuto della sorella mosse l'armata di Re Luigi presso cui s'era rifugiato il piccolo Filiberto, in favore del quale si schierò anche lo zio Galeazzo Maria Sforza. In questa guerra lo Sforza ebbe con sé i più valorosi condottieri del tempo: Ludovico III Gonzaga, Guglielmo VIII del Monferrato, Pietro Dal Verme e lo stesso Ventimiglia. L'esercito sforzesco guadagnò la vittoria sui Borgognoni a San Germano Vercellese, e la sconfitta consigliò Carlo il Temerario a ritirarsi verso le Alpi. Anche Galeazzo Maria Sforza e il Ventimiglia, in considerazione dell'inverno incipiente, condussero l'esercito ai quartieri invernali, ritirandosi a Milano con la prospettiva di riprendere le armi nella prossima primavera.
Per alcuni storici, Giovanni Antonio si trasferì in Malaga, ma è quasi certo che il definitivo trasferimento in Spagna avvenne esclusivamente da parte della moglie e del figlio. Infatti Giovanni Antonio fu ancora impegnato in guerra nell'Italia del nord.
Il Duca di Calabria, raccomanda il primo cugino Ventimiglia, essendo figlio della zia materna del signore di Castellammare - la regina Isabella di Taranto - nonché cognato, poiché Polissena Ventimiglia, sorella del conte, era sposata ad Enrico d'Aragona, marchese di Gerace, fratellastro del duca Alfonso d'Aragona. Ma in un primo tempo il Ventimiglia non fu accettato nei ranghi del Duca di Ferrara, già al completo. Anche perché accogliere un gentiluomo, titolare di importanti signorie nei regni di Napoli e Sicilia, avrebbe comportato per gli Estensi l'arruolamento del suo numeroso e dispendioso seguito di armigeri e famigli.
Successivamente, Giovanni Antonio, fu presente alla corte di Ferrara, precedendo il fratello primogenito - il marchese Enrico IV Ventimiglia - giuntovi dopo l'agosto 1485 in esilio e privato dei beni dalla monarchia ispanica.
Nel giugno 1482 il signore di Castellammare seguì gli ordini del duca Ercole d'Este con 12 squadre di uomini d'arme e 300 schioppettieri, e sorprese la guarnigione di San Biagio delle Vezzane, dove le truppe di Roberto Sanseverino d'Aragona erano intente a erigere un bastione per bombardare Ficarolo. Fra il gennaio e il marzo del 1483, Giovanni Antonio fu dislocato alla guardia della Torre di Tieni sul Po di Volano, poi si portò alla difesa di Massa Fiscaglia. Qui il Ventimiglia finse di accordarsi con il provveditore veneziano Michele Salamon di stanza in Argenta. Accetta dai Veneziani il denaro del presunto tradimento, e fa entrare nel castello 1100 uomini tra fanti, galeotti e stradioti veneti. Da Ferrara, però, il Ventimiglia fece arrivare Niccolò Orsini, conte di Pitigliano, con 800 cavalli e 2000 fanti, i quali si avventarono sui Veneziani: furono catturati 600 fanti, uccisi alcuni galeotti e 7 stradioti.
Così venne questa sol volta Ruberto [ Malatesta ] sino Ferrara per potersene dar vanto, perché maggiormente seguisse l'accordo, che tenea Giouan Antonio Ventimiglia, ch'era alla Massa di Fiscaglia, di darla a Domenico Leone: ma fatto il Ventimiglia venire verso la Massa secretamente il Conte di Pitigliano, mentre che Domenico credea d'hauer il luoco, fù morto, e con lui mille soldati, o settecento presi con Luigi Marcello [...] Ferrante [ di Napoli ], che hauea udita la venuta di Rinieri [ di Lorena ] in Italia, fatta perpetua pace con Baizetto Imperadore de' Turchi, mandò Federico suo altro figliuolo, che fu poi Rè, con molti legni armati nel mare Adriatico sin'ad Ancona pigliando quaranta naui de mercatanti Vinitiani: poi passò in Ischiauonia, doue abbrusciò due Isole vna chiamata Lissa, l'altra Curzola, già dette Issa, e Corcira negra. Il Ventimiglia anco egli con dugento Comacchiesi pigliò tredici altre naui Venitiane 
Il Conte di Ventimiglia e barone di Castellammare risulta deceduto al comando delle truppe ferraresi, nella guerra con Venezia, il 22 aprile 1483: mentre il Ventimiglia navigava con alcune barche sul Po di Volano, presso la Torre di Tieni, vicino a Massa Fiscaglia, fu sottoposto al tiro delle spingarde venete; la sua nave - carica di polveri da sparo - esplose, prese fuoco ed egli affogò insieme a una ventina dei suoi armigeri. La cui morte fu de gran dolore a tuta questa citade (Ferrara) per essere valent’homo a piedi e cavalo, e fidelissimo al duca nostro e sollicito in la guerra contro li inimici, secondo il Diario ferrarese di Bernardino Zambotti.
«Marti a dì XXII de aprile ritrovandose stare a la Massa de Phiscaia de Ferrarexe el signore Zoanne Antonio de Vintimiglia, primo cusino de la illustrissima madama duchessa de Ferrara, cioè che foreno fioli de sorele, et questo cum una squadra on più de zente d’arme, perché era conductiero del duca de Ferrara, et volendo andare in uno borchielo in Po cum un altro squadrero […] per una desgratia se roversò el burchielo cum el culo in suso; et li se anegoreno»
Dopo la sua morte, il poeta Antonio Tebaldeo, precettore di Isabella d’Este, gli dedicò due sonetti.
Il capitano delle truppe estensi di Ferrara è pur definito consigliere del re Ferdinando I di Napoli, quindi appar congruente l'identificazione con il barone di Castellammare e Tusa, fratello secondogenito di Enrico conte-marchese di Geraci La morte nei pressi di Ferrara, dunque, escluderebbe l'emigrazione del conte di Ventimiglia in Spagna.